# Ger van Elk
Pour les articles homonymes, voir Elk.
Ger van Elk, né le 9 mars 1941 et mort le 17 août 2014, est un artiste néerlandais, qui a créé des sculptures, des photographies peintes, des installations et des films.

## Biographie
Son travail a été décrit comme étant à la fois de l'art conceptuel et de l'arte povera. Entre 1959 et 1988, il a vécu et travaillé à Los Angeles, New York et Amsterdam, à l'exception d'une période d'études à Groningen dans les années 1960. En 1996, il remporte le prix J.C. van Lanschot de sculpture.
Ger van Elk a eu plusieurs expositions personnelles à Art & Project de 1970 à 1987.
Avec Marinus Boezem, Wim T. Schippers et Jan Dibbets, il est considéré comme l'un des principaux représentants de ces mouvements aux Pays-Bas. Van Abbemuseum à Eindhoven et la Tate Gallery de Londres ont des œuvres de Van Elk dans leur collection.

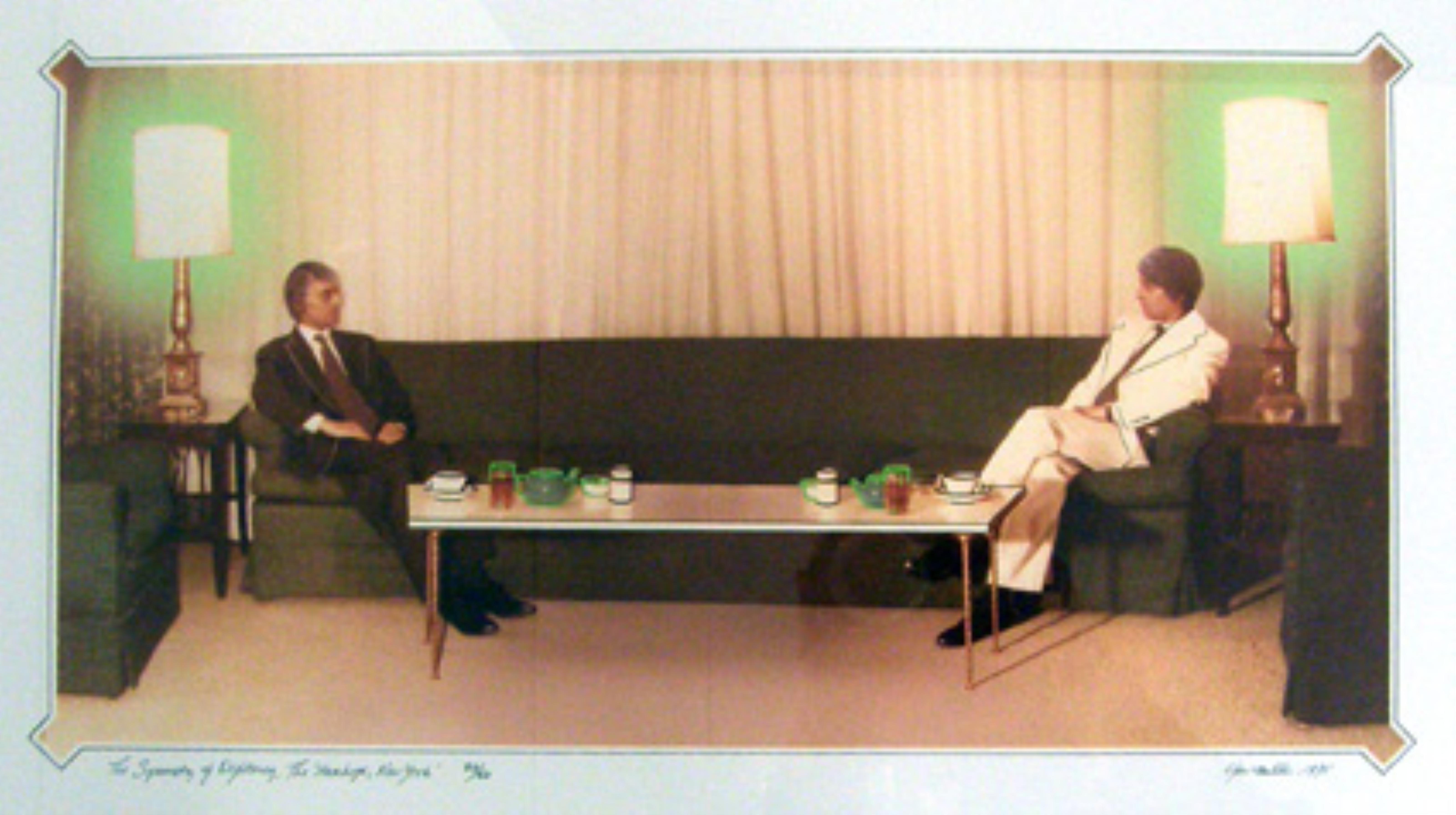
Ger van Elk, Symmetry of Diplomacy, 1975, Groninger Museum.